# منتخب السويد لكرة السلة
منتخب السويد لكرة السلة هو ممثل السويد الرسمي في المنافسات الدولية في كرة السلة. ينتمي إلى منطقة الاتحاد الأوروبي لكرة السلة. انضم إلى الاتحاد الدولي لكرة السلة في عام 1952.

## البطولات التي شارك فيها
- بطولة أمم أوروبا لكرة السلة
- كرة السلة في الألعاب الأولمبية